# Blang Reulieng
Blang Reulieng is een bestuurslaag in het regentschap Bireuen van de provincie Atjeh, Indonesië. Blang Reulieng telt 417 inwoners (volkstelling 2010).